# Alan Cockrell
Atlee Alan Cockrell (né le 5 décembre 1962) est un joueur de champ extérieur et un entraîneur de baseball professionnel américain. Il était dernièrement l'entraîneur des frappeurs des New York Yankees de la Major League Baseball.

## Biographie

### Carrière de football
Deux fois nommé dans la première équipe de l'État, Cockrell a mené l'équipe de football des Bears de la Parkwood High School de Joplin, Missouri, à un record de 31-3 pendant ses trois années en tant que quarterback titulaire. Athlète exceptionnel, Cockrell pouvait passer (3 499 yards et 44 touchdowns), courir (1 541 yards et 36 touchdowns), et même botter (154 extra points et huit field goals).
Cockrell a mené l'attaque des Bears à une saison invaincue (14-0 - dépassant les adversaires de 653-33) et au Missouri State Class 4A High School Championship en 1980, malgré le fait qu'il s'agissait de l'une des plus petites écoles de la classe 4A. Cette équipe a récemment été intronisée au Joplin Area Sports Hall of Fame, aux côtés de Jamie McMurray (NASCAR). Fortement recruté par plusieurs écoles, il choisit d'intégrer l'université du Tennessee.
Sous la direction de l'entraîneur Johnny Majors, Cockrell est devenu le premier véritable étudiant de première année à débuter au poste de quart-arrière pour les Volunteers en 1981. L'un des premiers footballeurs à revenir d'une telle blessure au genou, il a mené les Vols lors des saisons 1982 (6-5-1) et 1983 (9-3), avec en point d'orgue une victoire 30-23 sur les Terrapins du Maryland (dirigés par le futur joueur de la NFL Boomer Esiason) lors de la première édition du Florida Citrus Bowl (aujourd'hui Capital One Bowl). Il allait bientôt être sélectionné au premier tour par les San Francisco Giants.

### Carrière de baseball

#### Joueur
Le premier amour de Cockrell a toujours été le baseball, et il était encore meilleur voltigeur qu'il n'était quarterback. All-American, il a été nommé dans l'équipe de baseball de l'Université du Tennessee en 2009. Les San Francisco Giants ont fait de Cockrell le neuvième choix de la draft MLB de 1984, et il a choisi de renoncer à sa dernière année d'université pour jouer au baseball professionnel.
Cockrell a joué dans les ligues mineures pendant treize ans avec cinq organisations différentes, dont cinq ans avec les Sky Sox de Colorado Springs. Il a été une star pour les Sky Sox et est devenu membre du Hall of Fame des Sky Sox. À la fin de la saison 1996, à l'âge de 33 ans, il a finalement pris une tasse de café dans les ligues majeures. Il a fait ses débuts avec les Rockies du Colorado le 7 septembre 1996, lors d'une apparition avec un coup de pincement, au cours de laquelle il a été retiré contre Billy Wagner, le receveur de l'équipe d'étoiles. Son premier coup en ligue majeure est survenu trois jours plus tard, sous la forme d'un double coup de pincement contre Tom Glavine, contre les Braves d'Atlanta, au Coors Field. Il a fait neuf apparitions sur le marbre pour les Rockies, et a pris sa retraite à la fin de la saison.

#### Entraîneur
Ses compétences en matière de leadership et d'enseignement ont cependant été mises en évidence et Cockrell a passé les années suivantes à travailler en tant que manager et entraîneur des frappeurs dans différentes parties du système de développement des Colorado Rockies. Il est revenu à la MLB lorsqu'il a été nommé entraîneur des frappeurs pour les Rockies le 7 novembre 2006 - son deuxième passage, ayant précédemment servi d'instructeur des frappeurs pendant les cinq derniers mois de la saison 2002 lorsque Clint Hurdle a été promu manager. Sous la direction de Cockrell en 2007, les Rockies se sont frayé un chemin jusqu'au championnat de la Ligue nationale, menant le circuit au niveau des coups de batte, du pourcentage de base et du nombre total de coups sûrs. Cockrell a été l'un des quatre entraîneurs licenciés par les Rockies après une saison 2008 décevante au cours de laquelle l'équipe n'a remporté que 74 matchs. Le 7 décembre 2008, Cockrell a été nommé entraîneur des frappeurs des Mariners de Seattle. Le 9 mai 2010, Cockrell a été le premier des quatre entraîneurs à être relevé de ses fonctions aux côtés du manager Don Wakamatsu. Il a été remplacé par Alonzo Powell.
Le 11 janvier 2015, les New York Yankees ont engagé Cockrell pour être l'un des deux entraîneurs de frappe employés par eux en 2015 avec Jeff Pentland. Le 2 novembre 2015, Cockrell a été nommé entraîneur de frappe des Yankees après le licenciement de Jeff Pentland. Marcus Thames a été embauché comme entraîneur adjoint à la frappe . Après la saison 2017, les Yankees ont laissé le contrat de Joe Girardi expirer et ont embauché Aaron Boone pour être leur prochain manager. Le contrat de Cockrell n'a pas été renouvelé après le changement d'entraîneur.